# Moteur physique

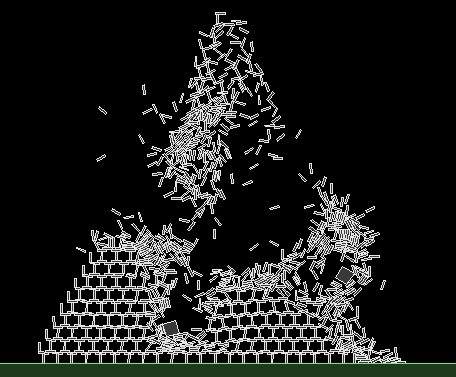
Capture d'écran du moteur physique Box2D

Un moteur physique est, en informatique, une bibliothèque logicielle conçue pour simuler des systèmes physiques, comme en mécanique des solides (déformables ou non-déformable) ou en mécanique des fluides. Ils sont utilisés dans des domaines tels que la conception assistée par ordinateur, les jeux vidéos ou les films (effets spéciaux).
Les moteurs physiques sont principalement utilisés dans les jeux vidéo, où les simulations se font en temps réels. Par extensions, un moteur physique peut aussi désigner un logiciel de simulations scientifiques, où le temps de calcul est beaucoup plus long pour avoir des résultats de haute précision.
On peut les classer en deux catégories selon leur licence : les moteurs libres et les moteurs propriétaires.[pertinence contestée]

## Moteurs libres
Certains sont également libres pour l'utilisation commerciale, à vérifier bibliothèque par bibliothèque.

### 2D
- Box2D (Licence Zlib)
- Chipmunk (C, C++, Ruby, Python, OCaml. Licence MIT)

### 3D
- Bullet (C++, OpenCL, Licence zlib), également porté en javascript via différents compilateur C++ to js dont ECMAScript[1] et en Java (nommé JBullet)
- Dynamechs
- Dynamo  (C++, Licence GPL)
- Fast CCD collision detection
- IBDS
- Jiggle
- Newton Game Dynamics (Licence zlib)
- ODE (C, C++, Python, OCaml, Java avec ODE4J. Double licence LGPL ou BSD)
- OpenTissue
- Physsim
- SOLID (Licences GPL/QGPL + licences commerciales)
- Springhead (Licences GPL + Apache)
- Tokamak (licence BSD ou Zlib)
- Lagoa Multiphysics

## Moteurs propriétaires
- Euphoria
- Havok Game Dynamics SDK
- Simple Physics Engine
- True Axis
- PhysX (pre NovodeX, incl Meqon)
- Phun - 2D, OpenGL
- Phyz (Dax Phyz) - 2.5D, DirectX